# Andamany
Andamany (Andamanské ostrovy) je souostroví v Bengálském zálivu mezi Indií na západě a Myanmarem na východě.

## Geografie
Celkový počet ostrovů dosahuje počtu 530, ale jen pět z nich je trvale obydlených. Jsou to Severní Andaman, Střední Andaman, Jižní Andaman, Malý Andaman a Severní Sentinel. Administrativně velká většina ostrovů patří do indického svazového teritoria Andamany a Nikobary, pouze několik menších ostrůvků patří Myanmaru (tj. Barmě). Hlavním městem je Port Blair.

## Obyvatelstvo

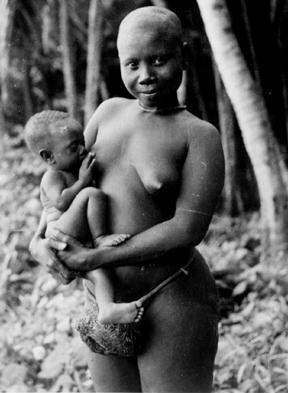
Negritové jsou původními obyvateli Andaman

Většinu z více než 300 000 obyvatel Andaman tvoří přistěhovalci z Indie, kteří na ostrovy migrovali ve 20. století. Původními domorodými obyvateli souostroví jsou Andamánci, patřící k Negritům, kteří na ostrovech žili v izolaci desetitisíce let. Jsou to lidé malého až trpasličího vzrůstu (kolem 150 cm) s tmavě černou pletí a málo vyvinutým ochlupením. Jejich vlasy jsou uspořádané v chumáčcích tvaru „pepřového zrna“, podobně jako u afrických Sanů. Tradičně jsou to lovci želv, mořských savců a divokých prasat, rybáři a sběrači jedlých rostlin.
Z několika známých kmenů přežívají již jen čtyři skupiny: Ongiové (asi 110 osob) na Malém Andamanu, Arioté (62 osob) na Středním Andamanu, Džarawové (asi 300 osob) roztroušeni po Severním, Středním a Malém Andamanu a Sentinelci ze Severního Sentinelu, jejichž počet není znám (možná několik desítek). Jsou ohrožováni nemocemi a nízkou plodností.
Andamanské jazyky, jimiž hovoří maximálně 500 osob, se pokládají za zcela izolované. V minulosti se původní obyvatelé Andaman vyznačovali velkou bojovností, cizince napadali střelbou z luků a zajatce mučili. Kontakty Džarawů a Ongiů s okolním světem jsou dosud omezené a Sentinelci dosud prakticky nebyli kontaktováni a žijí na ostrově Severní Sentinel v dobrovolné izolaci od zbytku světa.

## Zajímavost
Na Andamanech byl 22. ledna 1840 domorodci zabit dr. Jan Vilém Helfer (Johann Wilhelm Helfer, 1810–1840), lékař a cestovatel, původem z Prahy.